# كاسر الجوز الكورسيكي
كاسر الجوز الكورسيكي (التسمية العلمية: Sitta whiteheadi) هو نوع من الطيور ينتمي إلى عائلة خازنات البندق. وهو طائر صغير نسبيًا، وقياسه حوالي 12 سم. لديه الأجزاء العلوية رمادية مزرقة، والأجزاء السفلية بيضاء رمادية. الذكور تختلف عن الإناث بقبعة سوداء تماما. و هو من الأنواع غير المستقرة، والإقليمية وهي خجولة. غالبا ما يتغذى في أعالي الصنوبر الكورسيكي، ويستهلك أساسا على حبوب الصنوبر، ولكنه يقوم أيضا باصطياد بعض الحشرات الطائرة. يحدث موسم التكاثر بين شهري أبريل ومايو؛ يتم وضع العش في جذوع أشجار الصنوبر القديمة، وهو يحتوي على 5 أو 6 بيضات. وتتحرر الفراخ بعد 22-24 يوما بعد الولادة.

## الوصف

### أنواع مشابهة

الأنواع الشبيهه بكاسر الجوز الكورسيكي
كاسر الجوز الصيني (S. villosa)
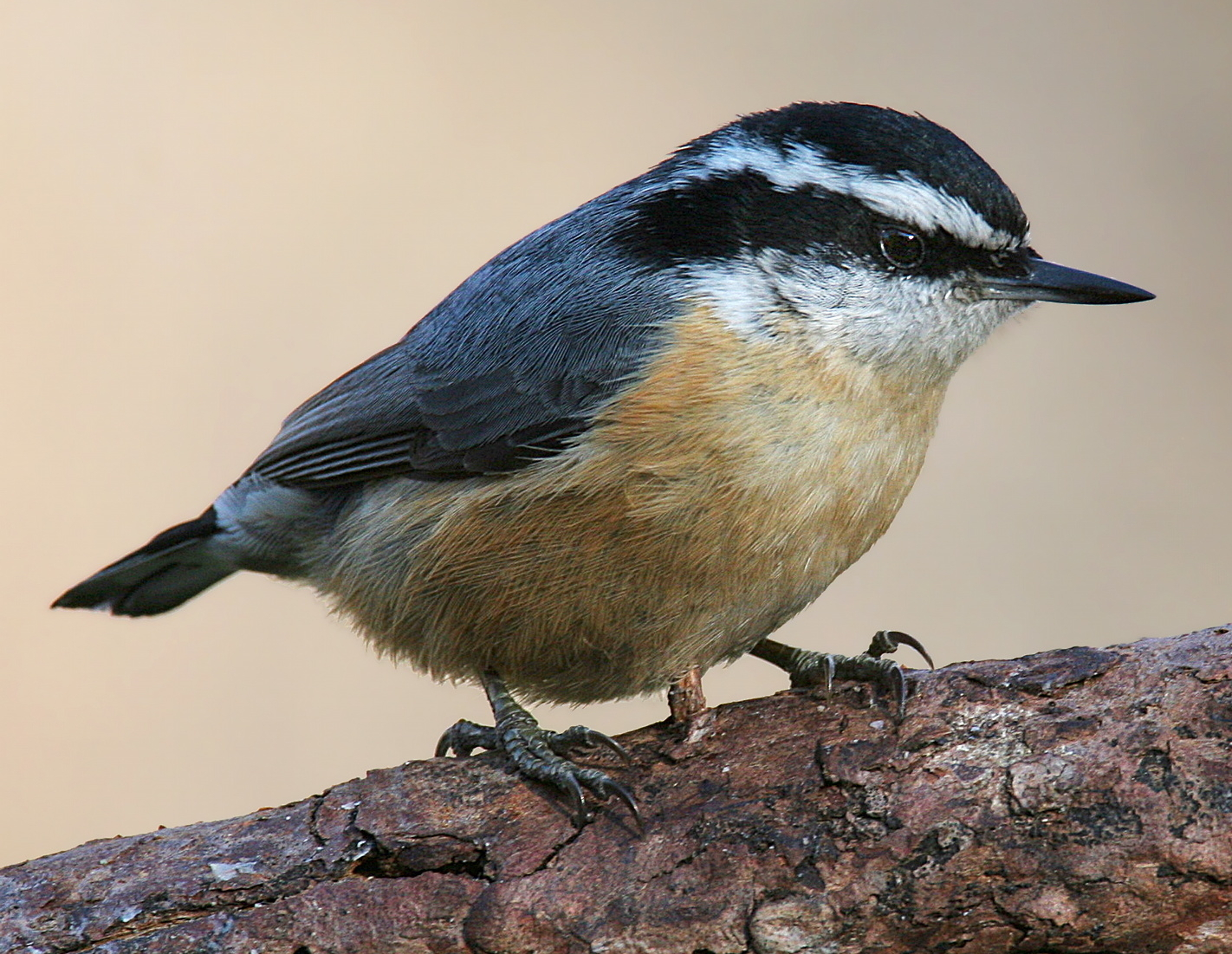
كاسر الجوز أحمر الصدر (S. canadensis)
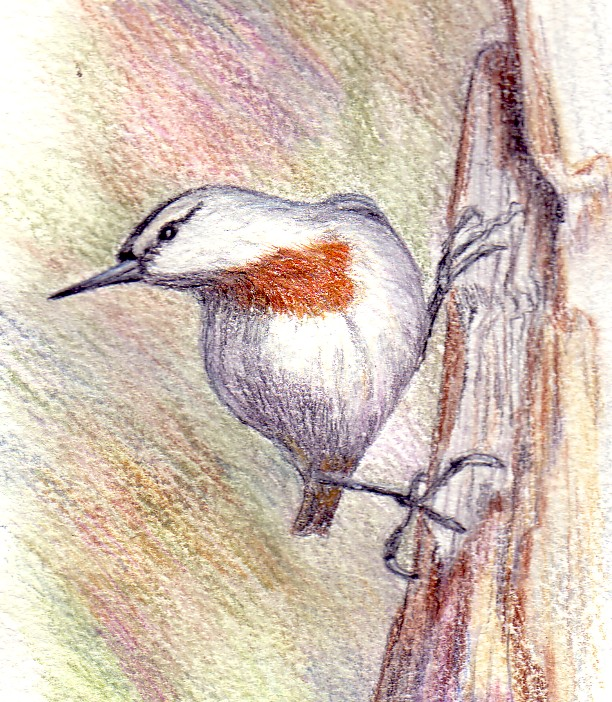
كاسر الجوز الكروبرز (Sitta krueperi)
كاسر الجوز القبائلي (SittaLedanti)